# Kościół św. Stanisława Biskupa w Teratynie
Kościół św. Stanisława Biskupa w Teratynie – rzymskokatolicki kościół w Teratynie, wzniesiony w 1882 jako cerkiew prawosławna.

## Historia
Cerkiew św. Mikołaja w Teratynie została wzniesiona w latach 1875-1882 w miejsce rozebranej cerkwi greckokatolickiej, z fundacji kupca Paschałowa (ofiarował 20 tys. rubli) i parafian (ofiarowali po 1 rublu). W latach 1920–1923 świątynia została gruntownie wyremontowana po zniszczeniach z okresu I wojny światowej (w tym czasie funkcje parafialne spełniała cerkiew w Kułakowicach Drugich). Ponownie poświęcona przez biskupa Antoniego (Marcenkę) w 1927 r.
Dawna cerkiew reprezentuje styl bizantyńsko-rosyjski. W 1946, w związku z wysiedleniem ludności ukraińskiej wyznania prawosławnego, Polski Autokefaliczny Kościół Prawosławny zgodził się przekazać budynek katolikom. Formalnie obiekt w rękach parafii prawosławnej pozostawał do 1947, w tym też roku budynek został rekoncyliowany na kościół. Najpóźniej w 1953 przekazanie katolikom cerkwi teratyńskiej i gruntów należących dawniej do parafii prawosławnej zostało potwierdzone stosowną umową między Kościołem katolickim a prawosławnym metropolitą warszawskim i całej Polski Makarym.

## Architektura
Jest to świątynia jednonawowa, dwuwieżowa. Jedna z wież spełnia zadania dzwonnicy, znajdują się na niej dwa dzwony przeniesione z kościoła w Warężu (obecnie Ukraina). W 1969 przeprowadzono remont dachu kościoła, następnie obiekt został otynkowany i pomalowany (1971-1973). We wnętrzu znajdują się trzy ołtarze: główny został w 1948 wyrzeźbiony z carskich wrót dawnego ikonostasu cerkiewnego. W 1949 powstały natomiast ołtarze boczne z obrazami św. Teresy i św. Józefa. W ołtarzu głównym do 2015 znajdował się obraz Matki Bożej Pocieszenia, przeniesiony z kościoła w Zaturcach (obecnie Ukraina). Od 2015, po wybudowaniu nowego kościoła parafialnego w Teratynie, budynek starego kościoła (dawnej cerkwi) nie jest użytkowany.
Cerkiew w Teratynie zbudowano według takiego samego projektu architektonicznego, co cerkwie w Babicach, Bończy, Gnojnie oraz w Kalinówce.